# 서울 용암사 감로왕도
서울 용암사 감로왕도(서울 龍巖寺 甘露王圖)는 서울특별시 서대문구 용암사에 있는 감로왕도이다. 2017년 10월 12일 서울특별시의 문화재자료 제69호로 지정되었다.

## 지정사유
감로왕도는 망자를 극락으로 천도하기 위한 수륙재 의식에 사용되며 조선조에만 보이는 불화로 상단은 아미타불 일행의 내영장면이, 하단은 감로왕여래 또는 관음보살이 재앙으로부터 인간을 구제, 예방하는 장면으로 구성되어 있다.
용암사 소장의 감로왕도는 화기에 조성연대, 봉안장소 등이 확인되며, 금성당 성전(1868~1920년 활동)이 1925년 그린 것으로 현재까지 발견된 그의 마지막 작품이다.
이 감로왕도는 분홍, 주홍의 적색계열 및 청녹색 계열 등 파스텔톤의 화사하고 차분한 색조의 구성, 화면 중앙의 사각형 구도 안에 칠불과 아귀 등을 배치하고 그 주위로 부수적인 많은 장면을 효율적으로 섬세하게 묘사하고 있어 19세기 감로왕도의 특징을 잘 나타내고 있는 20세기의 작품이다.
완숙의 경지에 이른 성전의 뛰어난 기량을 엿볼 수 있으며 성전의 작품 중에 소개되는 새로운 자료이나 제작시기가 늦은 근대기 작품이므로 문화재자료로 지정하여 보존함이 타당하다고 판단된다.

## 조사 보고서
망자를 극락으로 천도하기 위한 수륙재 의식에 사용된 감로왕도는 조선조에만 보이는 불화로서 전각의 하단(下壇)에 봉안되는 하단불화(下壇佛畵)에 속한다. 그 도상적인 큰 특징은 하계의 지장보살이 극락의 주존(主尊)인 아미타불과 함께 등장하는 점이다. 또한 이야기체로 진행되는 불화에는 그 당시의 풍속상이 그려지게 마련인데 이 감로왕도에는 보다 많은 비중을 차지하고 있다.
천상(天上: 불, 보살의 내영), 지상(地上: 飯僧), 지하(地下: 아귀상)의 수직적 삼계(三界)로 구성된 감로왕도는 한편으로는 상단(上段)의 아미타불 일행이 하늘에서 구름을 타고 내려와 지옥의 아귀(下段)를 서방정토(西方淨土)의 구품연대(九品蓮臺)로 맞이하여 극락왕생하게 한다는 데에서, 이 주제의 궁극적인 목적은 상단의 내영장면에 있다. 또 한편으로는 감로왕여래(아미타여래), 혹은 관음보살이 감로(甘露)를 내려 인간을 재앙(災殃)으로부터 구제, 예방하는 보호신으로서의 역할이 하단의 재난(災難)장면들에서 증명된다.
이와 같은 내용이 묘사된 이 감로왕도(1925년)는 금성당 성전(錦城堂 性典, 1868-1920 활동)이 혼자 그렸을 뿐만이 아니라 현재까지 발견된 그의 마지막 작품으로, 신자료라는데 큰 의미가 있다.
특히 정교한 형태 묘사, 화사한 채색의 칠불(七佛) 아래, 중단(中段)은 영가천도의례인 반승(승려에게 공양하고 설법을 듣고자하는 승려 숭배 신앙으로 보시, 즉 자비를 의미한다) 장면이 인간세계에서 펼쳐져있다. 화면 중앙의 祭床에는 제물, 꽃, 지방, 幡, 명패 등이 장식되고, 이 주위로 의식을 행하는 승려들이 나타나있다. 18-19세기 감로왕도에 유행한 비로자나삼신불 번에는 나무천백억화신불, 나무청정법신불, 나무원만보신불이라고 쓰여 있다. 그리고 6개의 명패에 각기 ‘主上, 殿下, 天體, 安寧, 聖壽, 萬歲’ 라는 문구가 있다. 하단에는 한 쌍의 아귀상을 중심으로 六道諸相(위난상), 풍속장면 등이 이어진다.
분홍, 주홍, 녹색 등 파스텔톤의 화사하고 차분한 색조의 구성 및 소나무 등에서 보이는 함축된 형태묘사, 숙달된 필선, 장식 등에서 그 섬세함이 돋보인다. 세로 166cm, 가로 101.7cm의 화면에 수많은 장면을 효율적으로 배치한 능력에서 성전의 뛰어난 기량을 엿 볼 수 있다.
화기에 등장하는 시주비구 운허흥원(化主比丘 雲虛興元)은 철종(1831-1864)의 부마이자 갑신정변(1884)에 가담했던 박영효(1861-1939)의 서자(박춘서, 박흥원)라는 이야기가 봉원사에 전해지고 있으나 확인된 바 없다.
한국불교태고종의 봉원사 안에 위치한 용암사에 보관되어있는 이 감로왕도는 불화승 금성당 성전(1868년-1920년 활동)이 1925년에 용암사에서 혼자 조성한 것으로는 유일한 그림(대부분 공동작)이다. 보존 상태가 양호한 이 감로왕도는 화기에 조성연대, 봉안장소 등이 뚜렷하게 적혀있을 뿐만 아니라 현재까지 발견된 성전의 마지막 작품으로 추가되는 신자료이다.
이 감로왕도는 20세기 작이나 19세기 후반기에 활동한 불화승의 그림으로, 분홍, 주홍의 적색 계열 및 청녹색계열 등 파스텔톤의 화사하고 차분한 색조의 구성 및 소나무 등에서 보이는 함축된 형태묘사, 숙달된 필선, 장식 등에서 19세기 화풍이 돋보인다.
특히 세로 166cm, 가로 101.7cm인 횡폭의 액자형 화면 중앙의 사각형 구도 안에 제상(祭床)을 중심으로 칠불과 한 쌍의 아귀 등을 위, 아래로 배치하고 이 주위로 부수적인 수많은 장면을 효율적으로 섬세하게 묘사한 바, 19세기 감로왕도의 특징이 잘 나타난 20세기 작품이라고 하겠다. 이와 같이 이 감로왕도는 완숙의 경지에 이른 성전의 뛰어난 기량을 엿볼 수 있는 작품으로 문화재자료로 지정하여 보존함이 타당하다고 판단된다.
〔畵記〕
<향오른쪽>

施主秩」

京畿道高陽郡延禧面」

奉元里龍岩寺居」

淸信士 淸信女」

白衣檀越各各」

等保体如意成」

就之大願」
<향왼쪽>

緣化所」

證明比丘 容荷」

化主比丘 雲虛興元」

金魚比丘 錦城性典」

持殿比丘 萬成」

誦呪比丘 晶完」

供司比丘 昌善」

乙丑年六月」

- 中段의 祭床을 장식하는 번과 명패의 문구
번 : 南無千百億化身佛」 南無淸淨法身佛」 南無圓滿報身佛」
명패 : 主上」殿下」天體」安寧」聖壽」萬歲」

## 참고 문헌
- 용암사 감로왕도 - 국가유산청 국가유산포털